# Divišov
Divišov är en köping i Tjeckien.   Den ligger i regionen Mellersta Böhmen, i den centrala delen av landet, 50 km sydost om huvudstaden Prag. Divišov ligger 468 meter över havet och antalet invånare är 1 367.
Terrängen runt Divišov är huvudsakligen platt, men norrut är den kuperad.Runt Divišov är det ganska glesbefolkat, med 48 invånare per kvadratkilometer. Närmaste större samhälle är Vlašim, 9,3 km söder om Divišov. I omgivningarna runt Divišov växer i huvudsak blandskog.